# Sky & Telescope
Sky & Telescope (S&T) è una rivista mensile statunitense che copre tutti gli aspetti dell'astronomia amatoriale, inclusi:
- eventi di attualità nei campi dell'astronomia e dell'esplorazione dello spazio.
- eventi nella comunità degli astrofili.
- recensioni di strumenti, libri e software astronomici.
- l'autocostruzione.
- l'astrofotografia.

Gli articoli includono discussioni dettagliate sulle ultime scoperte, frequentemente con la partecipazione di scienziati. Sky & Telescope è completamente a colori e include fotografie del cielo sia amatoriali che professionali, tabelle e carte degli eventi astronomici imminenti.
S&T ha iniziato le sue pubblicazioni nel 1941 dalla fusione di due separate riviste, The Sky e The Telescope. Attualmente è pubblicata dalla Sky Publishing Corporation.